# Лас Маравилас (Њу Мексико)
Лас Маравилас (енгл. Las Maravillas) насељено је место без административног статуса у америчкој савезној држави Њу Мексико.

## Демографија
По попису из 2010. године број становника је 1.628.
| Група             | 2000.    | 2010.       |
| Белци             | 0 (0,0%) | 770 (47,3%) |
| Афроамериканци    | 0 (0,0%) | 17 (1,0%)   |
| Азијати           | 0 (0,0%) | 10 (0,6%)   |
| Хиспаноамериканци | 0 (0,0%) | 778 (47,8%) |
| Укупно            | 0        | 1.628       |